# پال سرنای
پال سرنای (به انگلیسی: Pál Csernai) فوتبالیست و سرمربی مجارستانی متولد ۲۱ اکتبر ۱۹۳۲ بود که در تاریخ یکم سپتامبر ۲۰۱۳ در اثر بیماری که برای مدت زیادی با آن دست و پنجه نرم می‌کرد در سن ۸۰ سالگی درگذشت.